# Southampton Football Club 2022-2023
Questa voce raccoglie le informazioni riguardanti il Southampton Football Club nelle competizioni ufficiali della stagione 2022-2023.

## Stagione
Questa stagione è l'undicesima stagione consecutiva in Premier League per il Southampton. Oltre alla partecipazione in Premier League, il Southampton prenderà parte alla FA Cup ed alla EFL Cup.

## Maglie e sponsor
Il fornitore tecnico per la stagione 2022-2023 è Hummel, mentre lo sponsor ufficiale è Sportsbet.io .
| Casa | Trasferta | Terza maglia |

### Rosa
Rosa, numerazione e ruoli, tratti dal sito ufficiale, sono aggiornati al 21 aprile 2023 
 In corsivo i calciatori ceduti a stagione iniziata nelle sessioni estiva ed invernale

| N. |                        | Ruolo | Calciatore             |
| -- | ---------------------- | ----- | ---------------------- |
| 1  | Inghilterra (bandiera) | P     | Alex McCarthy          |
| 2  | Inghilterra (bandiera) | D     | Kyle Walker-Peters     |
| 3  | Inghilterra (bandiera) | D     | Ainsley Maitland-Niles |
| 4  | Brasile (bandiera)     | D     | Lyanco                 |
| 5  | Inghilterra (bandiera) | D     | Jack Stephens          |
| 6  | Spagna (bandiera)      | C     | Oriol Romeu            |
| 6  | Croazia (bandiera)     | D     | Duje Ćaleta-Car        |
| 7  | Nigeria (bandiera)     | C     | Joe Aribo              |
| 8  | Inghilterra (bandiera) | C     | James Ward-Prowse      |
| 9  | Inghilterra (bandiera) | A     | Adam Armstrong         |
| 10 | Scozia (bandiera)      | A     | Ché Adams              |
| 11 | Inghilterra (bandiera) | C     | Nathan Redmond         |
| 11 | Croazia (bandiera)     | A     | Mislav Oršić           |
| 12 | Nigeria (bandiera)     | A     | Paul Onuachu           |
| 13 | Argentina (bandiera)   | P     | Willy Caballero        |
| 14 | Inghilterra (bandiera) | D     | James Bree             |
| 15 | Francia (bandiera)     | D     | Romain Perraud         |
| 17 | Scozia (bandiera)      | C     | Stuart Armstrong       |

| N. |                        | Ruolo | Calciatore          |
| -- | ---------------------- | ----- | ------------------- |
| 18 | Francia (bandiera)     | A     | Sékou Mara          |
| 19 | Mali (bandiera)        | C     | Moussa Djenepo      |
| 20 | Ghana (bandiera)       | A     | Kamaldeen Sulemana  |
| 21 | Inghilterra (bandiera) | D     | Tino Livramento     |
| 22 | Ghana (bandiera)       | D     | Mohammed Salisu     |
| 23 | Inghilterra (bandiera) | A     | Samuel Edozie       |
| 24 | Norvegia (bandiera)    | C     | Mohamed Elyounoussi |
| 26 | Argentina (bandiera)   | C     | Carlos Alcaraz      |
| 27 | Francia (bandiera)     | C     | Ibrahima Diallo     |
| 28 | Spagna (bandiera)      | P     | Juan Larios         |
| 30 | Polonia (bandiera)     | P     | Mateusz Lis         |
| 31 | Irlanda (bandiera)     | P     | Gavin Bazunu        |
| 32 | Inghilterra (bandiera) | A     | Theo Walcott        |
| 35 | Polonia (bandiera)     | D     | Jan Bednarek        |
| 37 | Germania (bandiera)    | D     | Armel Bella-Kotchap |
| 45 | Belgio (bandiera)      | C     | Roméo Lavia         |
| 75 | Inghilterra (bandiera) | A     | Samuel Amo-Ameyaw   |

## Calciomercato

### Sessione estiva
| Acquisti | Acquisti               | Acquisti            | Acquisti                     |
| R.       | Nome                   | da                  | Modalità                     |
| -------- | ---------------------- | ------------------- | ---------------------------- |
| P        | Gavin Bazunu           | Manchester City     | definitivo (14 milioni €)    |
| A        | Sékou Mara             | Bordeaux            | definitivo (13 milioni €)    |
| C        | Roméo Lavia            | Manchester City     | definitivo (12,30 milioni €) |
| D        | Armel Bella-Kotchap    | Bochum              | definitivo (11 milioni €)    |
| D        | Duje Ćaleta-Car        | Olympique Marsiglia | definitivo (8 milioni €)     |
| A        | Samuel Edozie          | Manchester City     | definitivo (8 milioni €)     |
| C        | Joe Aribo              | Rangers             | definitivo (7,10 milioni €)  |
| D        | Juan Larios            | Manchester City     | definitivo (7 milioni €)     |
| P        | Mateusz Lis            | Altay               | definitivo (gratuito)        |
| C        | Ainsley Maitland-Niles | Arsenal             | prestito                     |

| Cessioni | Cessioni       | Cessioni    | Cessioni              |
| R.       | Nome           | a           | Modalità              |
| -------- | -------------- | ----------- | --------------------- |
| P        | Fraser Forster | Tottenham   | definitivo (gratuito) |
| P        | Nathan Redmond | Beşiktaş    | definitivo (gratuito) |
| D        | Yan Valery     | Angers      | definitivo            |
| A        | Shane Long     | Reading     | definitivo (gratuito) |
| P        | Harry Lewis    | Bradford PA | definitivo (gratuito) |
| D        | Jan Bednarek   | Aston Villa | Temporaneo (prestito) |
| A        | Nathan Tella   | Burnley     | temporaneo (prestito) |
| P        | Mateusz Lis    | Troyes      | temporaneo (prestito) |

#### Sessione invernale
| Acquisti | Acquisti           | Acquisti        | Acquisti                     |
| R.       | Nome               | da              | Modalità                     |
| -------- | ------------------ | --------------- | ---------------------------- |
| A        | Kamaldeen Sulemana | Rennes          | definitivo (25 milioni €)    |
| A        | Paul Onuachu       | Genk            | definitivo (18 milioni €)    |
| C        | Carlos Alcaraz     | Racing Club     | definitivo (13,65 milioni €) |
| A        | Mislav Oršić       | Dinamo Zagabria | definitivo (5,75 milioni €)  |
| D        | James Bree         | Luton Town      | definitivo (850 mila €)      |
| A        | Jan Bednarek       | Aston Villa     | fine prestito                |

| Cessioni | Cessioni | Cessioni | Cessioni |
| R.       | Nome     | a        | Modalità |
| -------- | -------- | -------- | -------- |

## Risultati

### Premier League

#### Girone di andata
| Arbitro: | Marriner |

|                                                         |           |                 |
| Sessegnon 21’ Dier 31’ Salisu 61’ (aut.) Kulusevski 63’ | Marcatori | 12’ Ward-Prowse |

| Arbitro: | Harrington |

|                             |           |                  |
| Aribo 72’ Walker-Peters 81’ | Marcatori | 46’, 60’ Rodrigo |

| Arbitro: | Salisbury |

|              |           |                |
| Maddison 54’ | Marcatori | 68’, 84’ Adams |

| Arbitro: | Madley |

|  |           |               |
|  | Marcatori | 55’ Fernandes |

| Arbitro: | Oliver |

|                           |           |              |
| Lavia 28’ Armstrong 45+1’ | Marcatori | 23’ Sterling |

| Arbitro: | Brooks |

|               |           |  |
| Podence 45+1’ | Marcatori |  |

| Arbitro: | Hooper |

|  |           |                       |
|  | Marcatori | 32’ Toney 90+7’ Wissa |

| Arbitro: | Harrington |

|            |           |  |
| Ramsey 41’ | Marcatori |  |

| Arbitro: | Marriner |

|           |           |                      |
| Aribo 49’ | Marcatori | 52’ Coady 54’ McNeil |

| Arbitro: | Madley |

|                                             |           |  |
| Cancelo 20’ Foden 32’ Mahrez 49’ Håland 65’ | Marcatori |  |

| Arbitro: | Bankes |

|             |           |          |
| Perraud 20’ | Marcatori | 64’ Rice |

| Arbitro: | Brooks |

|  |           |          |
|  | Marcatori | 9’ Adams |

| Arbitro: | Jones |

|               |           |           |
| Armstrong 65’ | Marcatori | 11’ Xhaka |

| Arbitro: | Salisbury |

|             |           |  |
| Édouard 38’ | Marcatori |  |

| Arbitro: | Attwell |

|             |           |                                                  |
| Perraud 89’ | Marcatori | 35’ Almirón 58’ Wood 62’ Willock 90+1’ Guimarães |

| Arbitro: | Hooper |

|                           |           |          |
| Firmino 6’ Núñez 21’, 42’ | Marcatori | 9’ Adams |

| Arbitro: | Jones |

|                 |           |                                          |
| Ward-Prowse 74’ | Marcatori | 14’ Lallana 35’ (aut.) Perraud 56’ March |

| Arbitro: | Scott |

|                                     |           |                 |
| Ward-Prowse 32’ (aut.) Palhinha 88’ | Marcatori | 56’ Ward-Prowse |

| Arbitro: | Bramall (Southampton) |

|  |           |             |
|  | Marcatori | 27’ Awoniyi |

#### Girone di ritorno
| Arbitro: | John Brooks (Leicestershire) |

|           |           |                      |
| Onana 39’ | Marcatori | 46’, 78’ Ward-Prowse |

| Arbitro: | Salisbury |

|  |           |             |
|  | Marcatori | 77’ Watkins |

| Arbitro: | Gillett |

|                               |           |  |
| Mee 41’ Mbeumo 44’ Jensen 75’ | Marcatori |  |

| Southampton 11 febbraio 2023, ore 15:00 WET 23ª giornata                         | Southampton | 1 – 2 referto                      | Wolverhampton | St Mary's Stadium (29 751 spett.) |
| \| \| \| \| \| Alcaraz 24’ \| Marcatori \| 72’ (aut.) Bednarek 87’ João Gomes \| |             |                                    |               |                                   |
|                                                                                  |             |                                    |               |                                   |
| Alcaraz 24’                                                                      | Marcatori   | 72’ (aut.) Bednarek 87’ João Gomes |               |                                   |

| Arbitro: | Coote |

|  |           |                   |
|  | Marcatori | 45+1’ Ward-Prowse |

| Arbitro: | Bankes |

|           |           |  |
| Firpo 77’ | Marcatori |  |

| Arbitro: | R. Jones |

|             |           |  |
| Alcaraz 35’ | Marcatori |  |

| Manchester 12 marzo 2023, ore 15:00 WET 27ª giornata | Manchester Utd | 0 – 0 referto | Southampton | Old Trafford (73 439 spett.)\| Arbitro: \| Taylor \| |
| Arbitro:                                             | Taylor         |               |             |                                                      |

| Arbitro: | Hooper |

|                                                |           |                                  |
| Adams 46’ Walcott 77’ Ward-Prowse 90+3’ (rig.) | Marcatori | 45+1’ Porro 65’ Kane 74’ Perišić |

| Arbitro: | Tierney |

|            |           |  |
| Aguerd 25’ | Marcatori |  |

| Arbitro: | R. Jones |

|          |           |                                                  |
| Mara 72’ | Marcatori | 45’, 68’ Haaland 58’ Grealish 75’ (rig.) Álvarez |

| Arbitro: | Oliver |

|  |           |              |
|  | Marcatori | 54’, 68’ Eze |

| Arbitro: | Hooper |

|                                      |           |                                       |
| Martinelli 20’ Ødegaard 88’ Saka 90’ | Marcatori | 1’ Alcaraz 14’ Walcott 66’ Ćaleta-Car |

| Arbitro: | England |

|  |           |               |
|  | Marcatori | 50’ Tavernier |

| Arbitro: | Taylor |

|                                    |           |               |
| Wilson 54’, 81’ Walcott 79’ (aut.) | Marcatori | 41’ Armstrong |

| Arbitro: | Oliver |

|                                                    |           |                                                 |
| Awoniyi 18’, 21’ Gibbs-White 44’ (rig.) Danilo 73’ | Marcatori | 25’ Alcaraz 51’ Lyanco 90+6’ (rig.) Ward-Prowse |

| Arbitro: | Bramall |

|  |           |                           |
|  | Marcatori | 48’ Vinícius 72’ Mitrović |

| Arbitro: | Tierney |

|                            |           |                 |
| Ferguson 29’, 40’ Groß 69’ | Marcatori | 58’ Elyounoussi |

| Arbitro: | England |

|                                                 |           |                                     |
| Ward-Prowse 19’ Sulemana 28’, 47’ Armstrong 64’ | Marcatori | 10’, 73’ Jota 14’ Firmino 72’ Gakpo |

### FA Cup
| Arbitro: | Bond |

|             |           |                               |
| Édouard 14’ | Marcatori | 37’ Ward-Prowse 68’ Armstrong |

| Arbitro: | Pawson |

|                  |           |            |
| Perraud 22’, 62’ | Marcatori | 67’ Patino |

| Arbitro: | Bramall |

|                |           |                                  |
| Ćaleta-Car 65’ | Marcatori | 45+1’ (rig.), 50’ (rig.) Holohan |

### EFL Cup
| Arbitro: | Rock |

|  |           |                            |
|  | Marcatori | 16’, 55’ Adams 88’ Ballard |

| Arbitro: | Brooks |

|                                                                       |                      |                                                 |
| Ward-Prowse 45+2’ (rig.)                                              | Marcatori            | 24’ Windass                                     |
| Ward-Prowse Elyounoussi Diallo A. Maitland-Niles A. Armstrong Walcott | Tiri di rigore 6 – 5 | M. SMith Bannan M. Johnson Vaulks Gregory Iorfa |

| Arbitro: | Gillett |

|                |           |                  |
| Adams 25’, 74’ | Marcatori | 2’ (aut.) Bazunu |

| Arbitro: | Bankes |

|                      |           |                  |
| Mara 23’ Djenepo 28’ | Marcatori | 2’ (aut.) Bazunu |

| Arbitro: | Attwell |

|  |           |               |
|  | Marcatori | 73’ Joelinton |

| Arbitro: | Tierney |

|                   |           |           |
| Longstaff 5’, 21’ | Marcatori | 29’ Adams |

## Statistiche

### Statistiche di squadra
| Competizione   | Punti | In casa | In casa | In casa | In casa | In casa | In casa | In trasferta | In trasferta | In trasferta | In trasferta | In trasferta | In trasferta | Totale | Totale | Totale | Totale | Totale | Totale | DR  |
| Competizione   | Punti | G       | V       | N       | P       | Gf      | Gs      | G            | V            | N            | P            | Gf           | Gs           | G      | V      | N      | P      | Gf     | Gs     | DR  |
| -------------- | ----- | ------- | ------- | ------- | ------- | ------- | ------- | ------------ | ------------ | ------------ | ------------ | ------------ | ------------ | ------ | ------ | ------ | ------ | ------ | ------ | --- |
| Premier League | 25    | 19      | 2       | 5       | 12      | 19      | 37      | 19           | 4            | 2            | 13           | 17           | 36           | 38     | 6      | 7      | 25     | 36     | 73     | -37 |
| FA Cup         | -     | 2       | 1       | 0       | 1       | 3       | 3       | 1            | 1            | 0            | 0            | 2            | 1            | 3      | 2      | 0      | 1      | 5      | 4      | +1  |
| League Cup     | -     | 4       | 2       | 1       | 1       | 5       | 3       | 2            | 1            | 0            | 1            | 4            | 2            | 6      | 3      | 1      | 2      | 9      | 5      | +4  |
| Totale         | -     | 25      | 5       | 6       | 14      | 27      | 43      | 22           | 6            | 2            | 14           | 23           | 39           | 47     | 11     | 8      | 29     | 50     | 82     | -32 |

### Andamento in campionato
| Giornata  | 1  | 2  | 3  | 4  | 5 | 6  | 7  | 8  | 9  | 10 | 11 | 12 | 13 | 14 | 15 | 16 | 17 | 18 | 19 | 20 | 21 | 22 | 23 | 24 | 25 | 26 | 27 | 28 | 29 | 30 | 31 | 32 | 33 | 34 | 35 | 36 | 37 | 38 |
| --------- | -- | -- | -- | -- | - | -- | -- | -- | -- | -- | -- | -- | -- | -- | -- | -- | -- | -- | -- | -- | -- | -- | -- | -- | -- | -- | -- | -- | -- | -- | -- | -- | -- | -- | -- | -- | -- | -- |
| Luogo     | T  | C  | T  | C  | C | T  | T  | C  | T  | C  | T  | C  | T  | C  | T  | C  | T  | C  | T  | C  | T  | C  | T  | T  | C  | T  | C  | C  | T  | C  | C  | T  | C  | T  | T  | C  | T  | C  |
| Risultato | P  | N  | V  | P  | V | P  | P  | P  | P  | P  | N  | V  | N  | P  | P  | P  | P  | P  | P  | V  | P  | P  | P  | V  | P  | V  | N  | N  | P  | P  | P  | N  | P  | P  | P  | P  | P  | N  |
| Posizione | 20 | 17 | 11 | 13 | 9 | 12 | 20 | 16 | 17 | 18 | 14 | 16 | 17 | 18 | 19 | 20 | 20 | 20 | 20 | 20 | 20 | 20 | 20 | 20 | 20 | 20 | 20 | 20 | 20 | 20 | 20 | 20 | 20 | 20 | 20 | 20 | 20 | 20 |

Legenda:

Luogo: C = Casa; T = Trasferta. Risultato: V = Vittoria; N = Pareggio; P = Sconfitta.